# Gymnochthebius fossatus
Gymnochthebius fossatus är en skalbaggsart som först beskrevs av Leconte 1855.  Gymnochthebius fossatus ingår i släktet Gymnochthebius och familjen vattenbrynsbaggar. Inga underarter finns listade i Catalogue of Life.